# Basal
Basal là một thị trấn thuộc hạt Baranya, Hungary. Thị trấn này có diện tích 4,04 km², dân số năm 2010 là 192 người, mật độ 48 người/km².